# Montespertoli
Montespertoli était une commune de la province de Florence jusqu'en janvier 2015 et, depuis, est une commune de la ville métropolitaine de Florence en Toscane (Italie).

## Géographie
Montespertoli est une des communes dont la superficie est la plus grande. Elle se trouve entre les vallées de la Pesa, de l'Elsa et du Virginio.
Au hameau de Baccaiano, dans la vallée du Virginio, se trouve une résurgence d'eau gazeuse naturelle d'origine volcanique : Dell' Acqua Bolle.

## Histoire
Elle est citée dès le XIe siècle sur des documents officiels.
Au Quattrocento, elle fut une commune libre avant de tomber sous l'influence de Florence.

## Économie
Depuis 1997, a été promulguée l'appellation de vin de  Chianti Montespertoli.

## Fêtes, foires
Tous les ans, du dernier dimanche de mai au premier dimanche de juin, se tient la Mostra Mercato del Vino Chianti organisée par l'administration communale dans le but de promouvoir le vin, produit principal de l'agriculture locale.

## Culture

### Châteaux
- Château de Montegufoni
- Château de Poppiano
- Château de Sidney Sonnino

### Églises
- Pieve di San Pietro in Mercato
- Chiesa di San Biagio à Poppiano
- Chiesa di Sant'Andrea à Montespertoli
- Chiesa di San Lorenzo au Castello di  Montegufoni : crucifix peint de Taddeo Gaddi.
- Chiesa di Santo Stefano à Lucignano
- Chiesa dei Santi Martino e Giusto à Lucardo
- Convento della Madonna della Pace à Botinaccio

### Musées

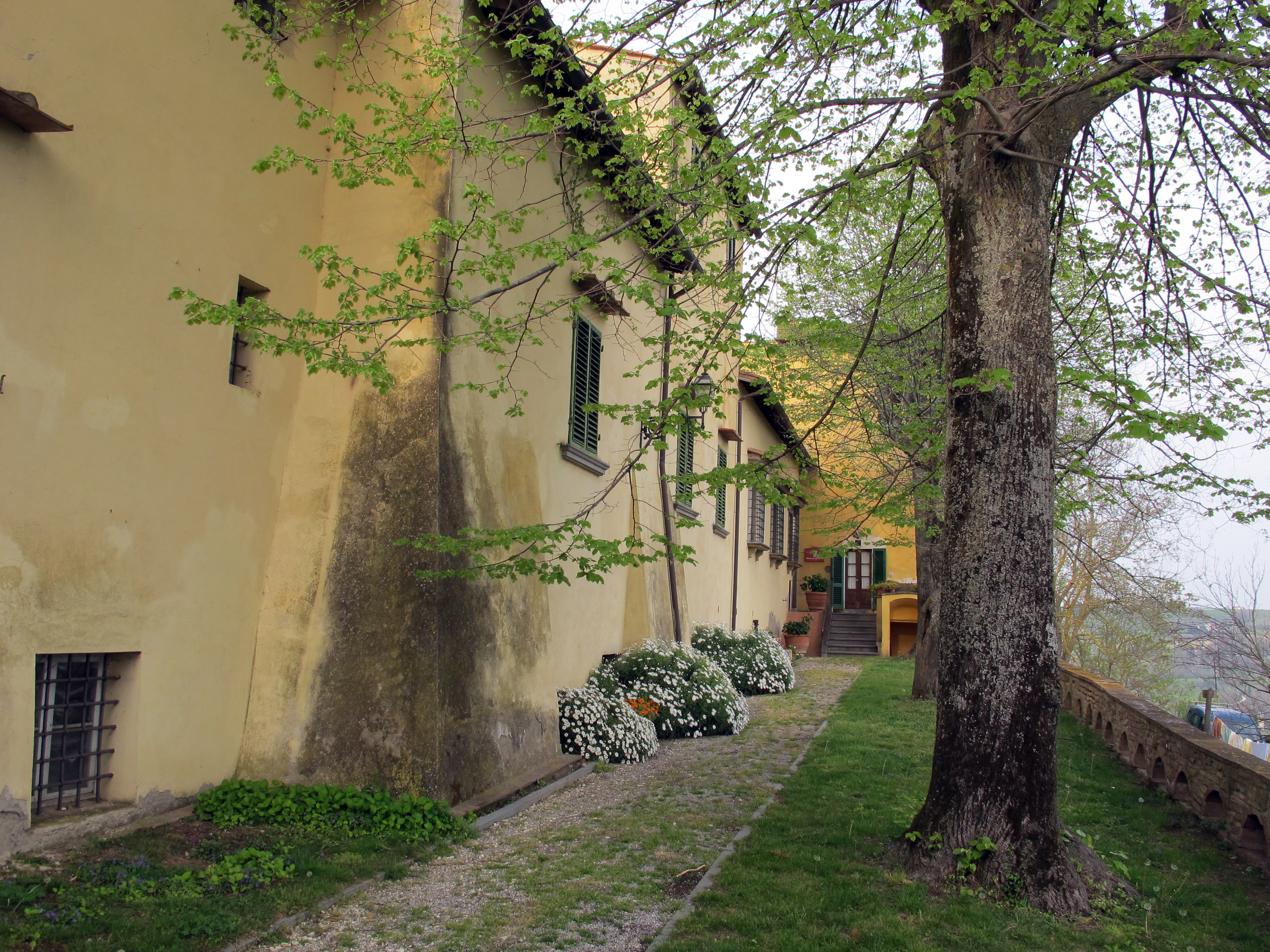

- Musée d'Art sacré et  Musée du vin[2].

## Administration
| Période                                  | Période  | Identité            | Étiquette                                 | Qualité |
| ---------------------------------------- | -------- | ------------------- | ----------------------------------------- | ------- |
| 5 juillet juin 2004                      | En cours | Antonella Chiavacci | Sinistra Centrosinistra per Montespertoli |         |
| Les données manquantes sont à compléter. |          |                     |                                           |         |

### Hameaux

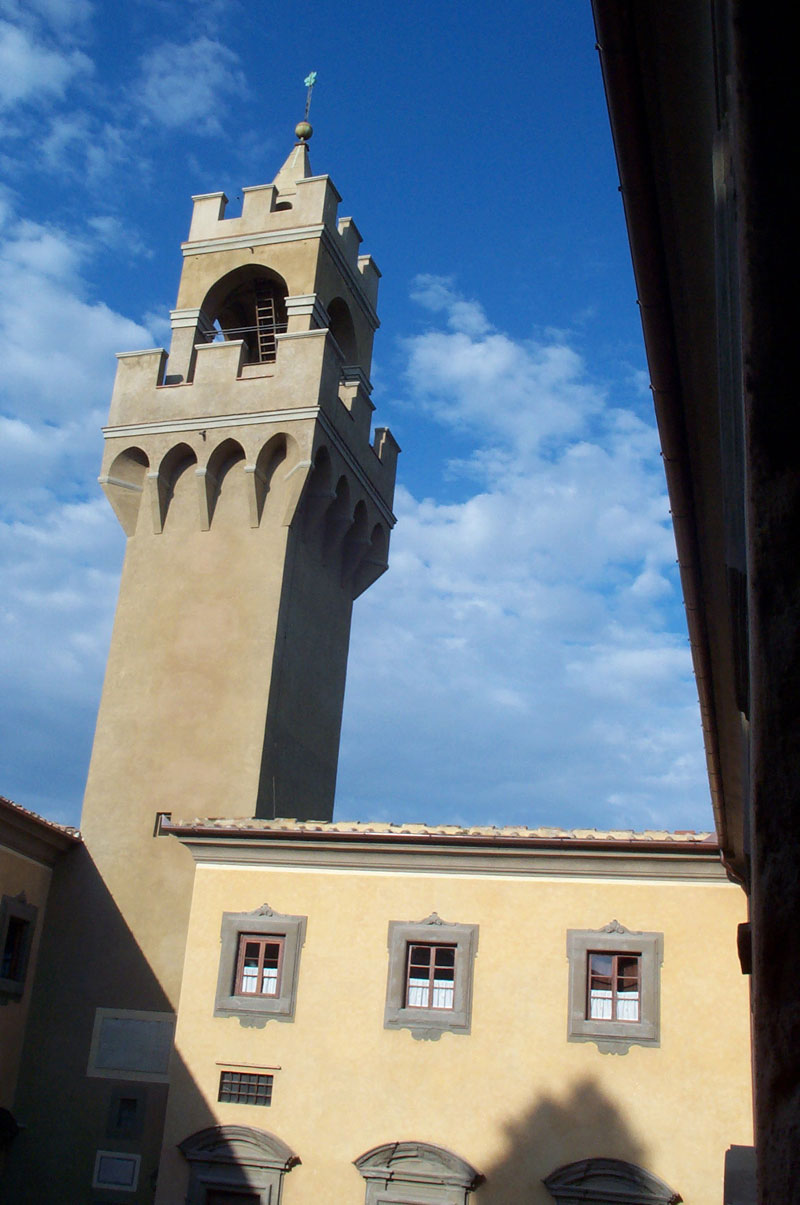
La Torre copie de la tour d'Arnolfo du Palazzo Vecchio de Florence au Castello di Montegufoni

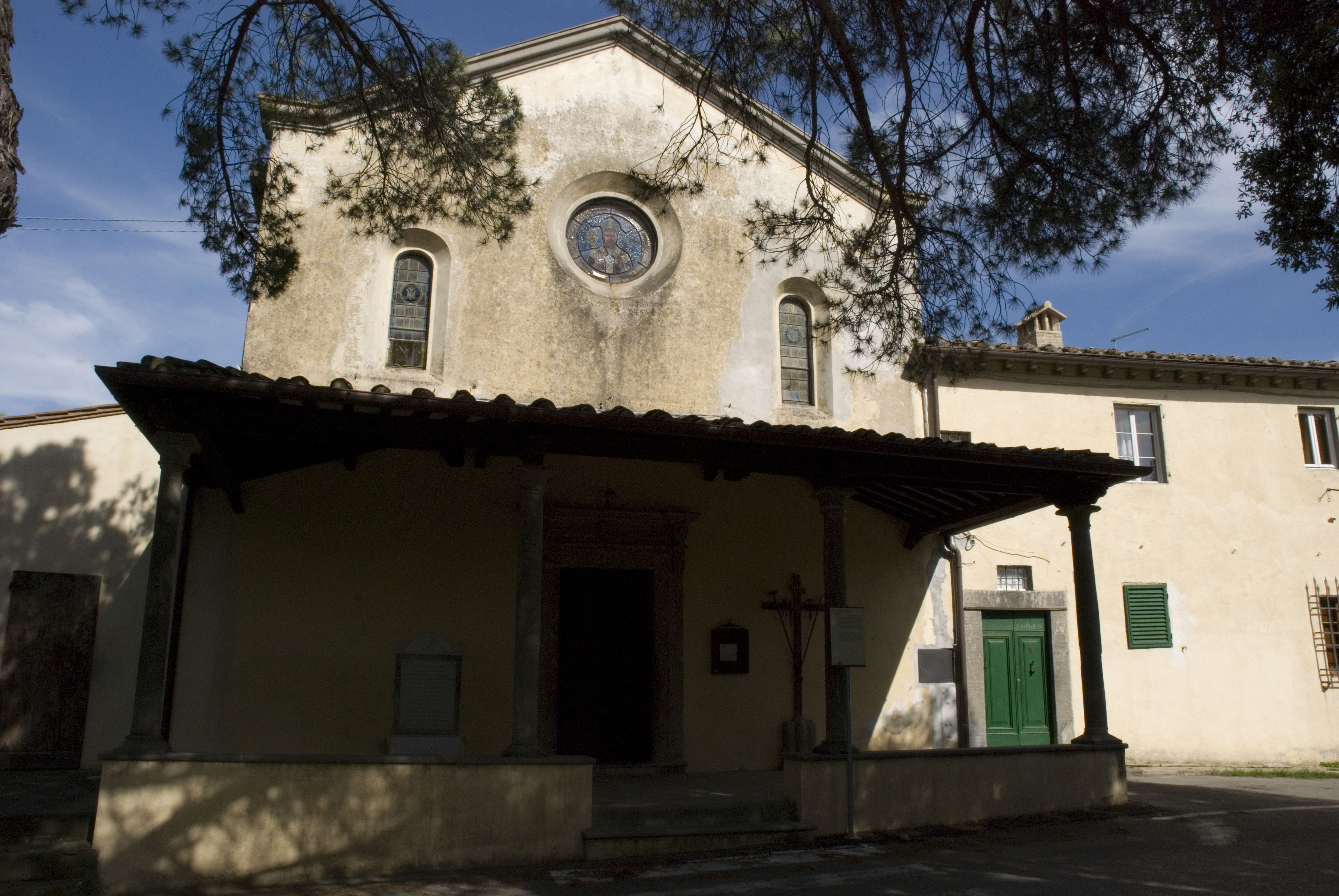
San Biagio à Poppiano

Montagnana Val di Pesa, Cerbaia, Coeli Aula, Baccaiano, Ortimino, San Pancrazio, Fornacette, Fiamo, sont des villages avec église et commerces.
Anselmo, Botinaccio, Castiglioni, Corfecciano, Gigliola, Lucardo, Lucignano, Lungagnana, Martignana, Molino del Ponte, Montalbino, Montegufoni, Polvereto, Poppiano, San Donato a Livizzano, San Pietro in Mercato, San Quirico in Collina, Tresanti, sont des hameaux au sens français, sans bâtiments administratifs ni de services publics, certains ne sont que des lieux-dits avec arrêt de bus (Fermata). Il se peut que ce soit simplement des châteaux entourés de leurs dépendances comme Montegufoni ou Poppiano, un château où l'on produit du vin et de l'huile d'olive.

### Communes limitrophes
Barberino Val d'Elsa, Castelfiorentino, Certaldo, Empoli, Lastra a Signa, Montelupo Fiorentino, San Casciano in Val di Pesa, Scandicci, Tavarnelle Val di Pesa

### Évolution démographique
Habitants recensés

## Jumelages
- Épernay (France)
- Caronia (Italie)
- Santo Stefano di Cadore (Italie)
- Neustadt an der Aisch (Allemagne)